# Palazzo Guevara di Bovino
Palazzo Guevara di Bovino è un edificio di valore storico e architettonico di Napoli ubicato sulla Riviera di Chiaia, nel quartiere Chiaia.

## Storia
Nel XIX secolo l'architetto Ettore Moscarella realizzò un edificio prendendo come modello di riferimento l'architettura rinascimentale fiorentina, in particolare il palazzo Pitti, visibile nella facciata progettata da Giuseppe Pisanti.
L'edificio appartenne dapprima ai Guevara duchi di Bovino e poi ai Caracciolo marchesi di Bella, mentre dal 1906 divenne proprietà dei di Marzo. Il primo piano fu abitato dai Pignatelli e successivamente ospitò il Consolato di Francia.
Il palazzo, su tre piani fuori terra, è interamente in bugnato liscio, con balconate che percorrono l'intera facciata. La sala della biblioteca e il salone da ballo sono stati affrescati da Ignazio Perricci.
Il 4 marzo 2013 un'ala dell'edificio, in corrispondenza del lato sinistro della facciata principale, è crollata (fortunatamente senza causare vittime) a causa dei lavori di realizzazione della stazione Arco Mirelli della costruenda Linea 6 della Metropolitana di Napoli, che ne avevano probabilmente compromesso la struttura portante. Dopo la conclusione di un iter giudiziario, dopo 5 anni sono stati avviati i lavori di ricostruzione dell'ala crollata e di restauro dell'intero edificio, lavori che sono stati completati nel luglio 2019.